# Argyrophorodes hydrocampalis
Argyrophorodes hydrocampalis là một loài bướm đêm trong họ Crambidae.